# Heterospathe intermedia
Heterospathe intermedia är en enhjärtbladig växtart som först beskrevs av Odoardo Beccari, och fick sitt nu gällande namn av Edwino S. Fernando. Heterospathe intermedia ingår i släktet Heterospathe och familjen Arecaceae.
Artens utbredningsområde är Filippinerna. Inga underarter finns listade i Catalogue of Life.